# モンテヴァルキ
モンテヴァルキ (伊: Montevarchi) は、イタリア共和国トスカーナ州アレッツォ県にある、人口約24,000人の基礎自治体（コムーネ）。

## 地理

### 位置・広がり

#### 隣接コムーネ
隣接するコムーネは以下の通り。括弧内のSIはシエーナ県所属を示す。
- ブーチネ
- カヴリーリア
- ガイオーレ・イン・キアンティ (SI)
- ラテリーナ・ペルジネ・ヴァルダルノ (ペルジネ・ヴァルダルノ)
- サン・ジョヴァンニ・ヴァルダルノ
- テッラヌオーヴァ・ブラッチョリーニ

### 気候分類・地震分類
モンテヴァルキにおけるイタリアの気候分類 (it) および度日は、zona D, 1953 GGである。
また、イタリアの地震リスク階級 (it) では、zona 3 (sismicità bassa) に分類される。

## 行政

### 分離集落
モンテヴァルキには以下の分離集落（フラツィオーネ）がある。
- Caposelvi, Levane, Mercatale-Torre, Moncioni, Rendola, Ricasoli, Ventena

## 姉妹都市
- キッツィンゲン（ドイツ語版）、ドイツ
- ロアンヌ、フランス
- ベツレヘム、パレスチナ
- Bir Lehlou、サハラ・アラブ民主共和国

## 出身著名人
- リナルド・ノチェンティーニ（自転車ロードレース選手）